# 斯洛比德卡 (拉茲傑利納亞區)
46°55′43″N 30°4′47″E / 46.92861°N 30.07972°E
斯洛比德卡（烏克蘭語：Слобідка）是位於烏克蘭西南部的村莊，由敖德萨州羅茲季利納區的羅茲季利納市鎮負責管轄。該村始建於1896年，面積0.35平方公里，海拔高度140米，2001年人口173，人口密度每平方公里500人。